# 林家台駅
林家台駅（りんかたいえき）は中華人民共和国遼寧省丹東市鳳城市にある、中国鉄路総公司（CR）瀋丹線の駅。1904年に開業。瀋陽駅から170km、丹東駅から100kmの位置にある。瀋陽鉄道局所属の四等駅に設定されている。

## 駅周辺
- G304国道
- 遼寧遼豊禽業有限公司

## 隣の駅
中国国鉄
瀋丹線
通遠堡駅 - 林家台駅 - 劉家河駅